# Пархимовщина
Пархи́мовщина (бел. Пархімаўшчына) — деревня в Барановичском районе Брестской области Белоруссии. Входит в состав Почаповского сельсовета.

## География
Расположена в 43,5 км по автодорогам к северо-северо-западу от центра Барановичей, в 2,5 км по автодорогам к северу от центра сельсовета, агрогородка Почапово, невдалеке от границы с Новогрудским районом Гродненской области.

## История
В 1909 году — деревня Почаповской волости Новогрудского уезда Минской губернии.
После Рижского мирного договора 1921 года — в составе гмины Почапово Новогрудского повета Новогрудского воеводства Польши. 
С 1939 года — в БССР, в 1940–62 годах — в Городищенском районе Барановичской, с 1954 года Брестской области. Затем — в Барановичском районе.
С конца июня 1941 года по июль 1944 года оккупирована немецко-фашистскими войсками.

## Население
| Численность населения (по переписи) | Численность населения (по переписи) | Численность населения (по переписи) | Численность населения (по переписи) | Численность населения (по переписи) |
| 1909                                | 1921                                | 1999                                | 2009                                | 2019                                |
| ----------------------------------- | ----------------------------------- | ----------------------------------- | ----------------------------------- | ----------------------------------- |
| 142                                 | ↘39                                 | ↘17                                 | ↘8                                  | ↘4                                  |